# Carlo Noé
Carlo Noé (Mesero, 19 agosto 1915 – Bois de Suffin, 20 giugno 1940) è stato un militare italiano, decorato con la medaglia d'oro al valor militare alla memoria nel corso della seconda guerra mondiale.

## Biografia
Nacque a Mesero, in provincia di Milano, il 19 agosto 1915, figlio di Enrico e Angela Pagani. Crebbe in seno ad una famiglia contadina di salda fede religiosa che sin da piccolo lo avviò alla frequentazione dell'oratorio parrocchiale da lui particolarmente amato al punto da considerare per qualche tempo di intraprendere la carriera ecclesiastica, maturando la vocazione a missionario, volontà che però gli venne impedita dalla sua salute cagionevole che l'avrebbe certamente messo in pericolo di vita all'estero. Dopo aver compiuto gli studi, nel 1936 con tutta la sua famiglia si trasferì a Gallarate, trovando impiego in loco come magazziniere.
Nell'aprile 1936 fu chiamato a prestare servizio militare nel Regio Esercito, assegnato al 68º Reggimento fanteria. Divenuto soldato scelto nel luglio successivo e caporale un mese più tardi, dopo aver prestato servizio per circa un anno negli Stabilimenti penali di Gaeta, fu posto in congedo il 20 agosto 1937. Richiamato nel febbraio 1939 presso il 53º Reggimento fanteria della 2ª Divisione fanteria "Sforzesca" per poco più di un mese, ritornava allo stesso reggimento all'atto della mobilitazione generale, l'11 giugno 1940. Assegnato alla 10ª Compagniacome vice comandante di una squadra fucilieri, cadde in combattimento all'inizio della battaglia delle Alpi Occidentali nel settore del Monginevro, il 20 giugno. Dopo i primi attacchi degli delle truppe italiane contro le postazioni francesi, lui e un drappello di altri tre suoi commilitoni si imbarcò in un'operazione per impedire che una strategica postazione fissa con un mitragliatore abbandonato da un loro compagno caduto sul campo finisse nelle mani dei loro nemici. Quando anche i suoi compagni rimasero uccisi, continuò ad opporre resistenza al nemico fino al termine dei colpi in dotazione, venendo quindi colpito mortalmente. Il suo eroismo sul campo venne segnalato ai comandi italiani dai suoi stessi nemici che gli concessero l'onore delle armi. Il comandante francese della piazzaforte di Briançon, in occasione del trasporto delle salme di lui e degli altri suoi compagni, pronunciava un elevato discorso elogiandone il valore ed il sacrificio. Per questo gesto eroico, gli venne conferita la medaglia d'oro al valor militare alla memoria ed il paese natio gli ha dedicato una via ed una scuola elementare ove ancora oggi campeggia un suo busto commemorativo. La salma, riportata in Patria, riposa oggi nel camposanto di Gallarate.

### Fonti
1. 1 2 3  Gruppo Medaglie d'Oro al Valore Militare 1965, p. 393.
2. 1 2 3 4 5 6 7  Combattenti Liberazione.
3. ↑  quirinale.it
4. ↑  Registrato alla Corte dei conti lì 14 dicembre 1940,  registro 46 guerra, foglio 51.